# Communauté de communes d’Horte et Lavalette

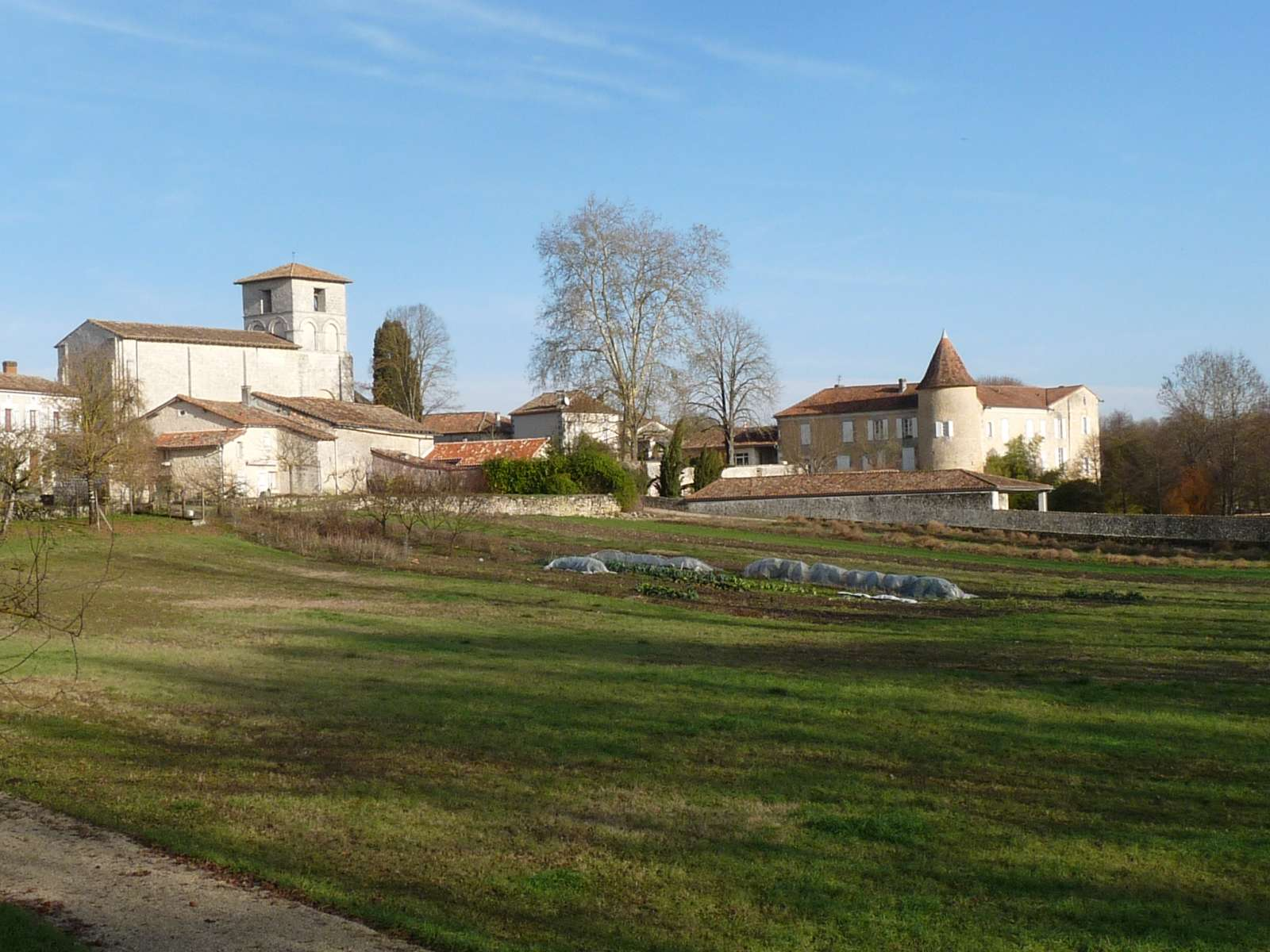
Blanzaguet – Ortsbild mit Kirche und Schloss

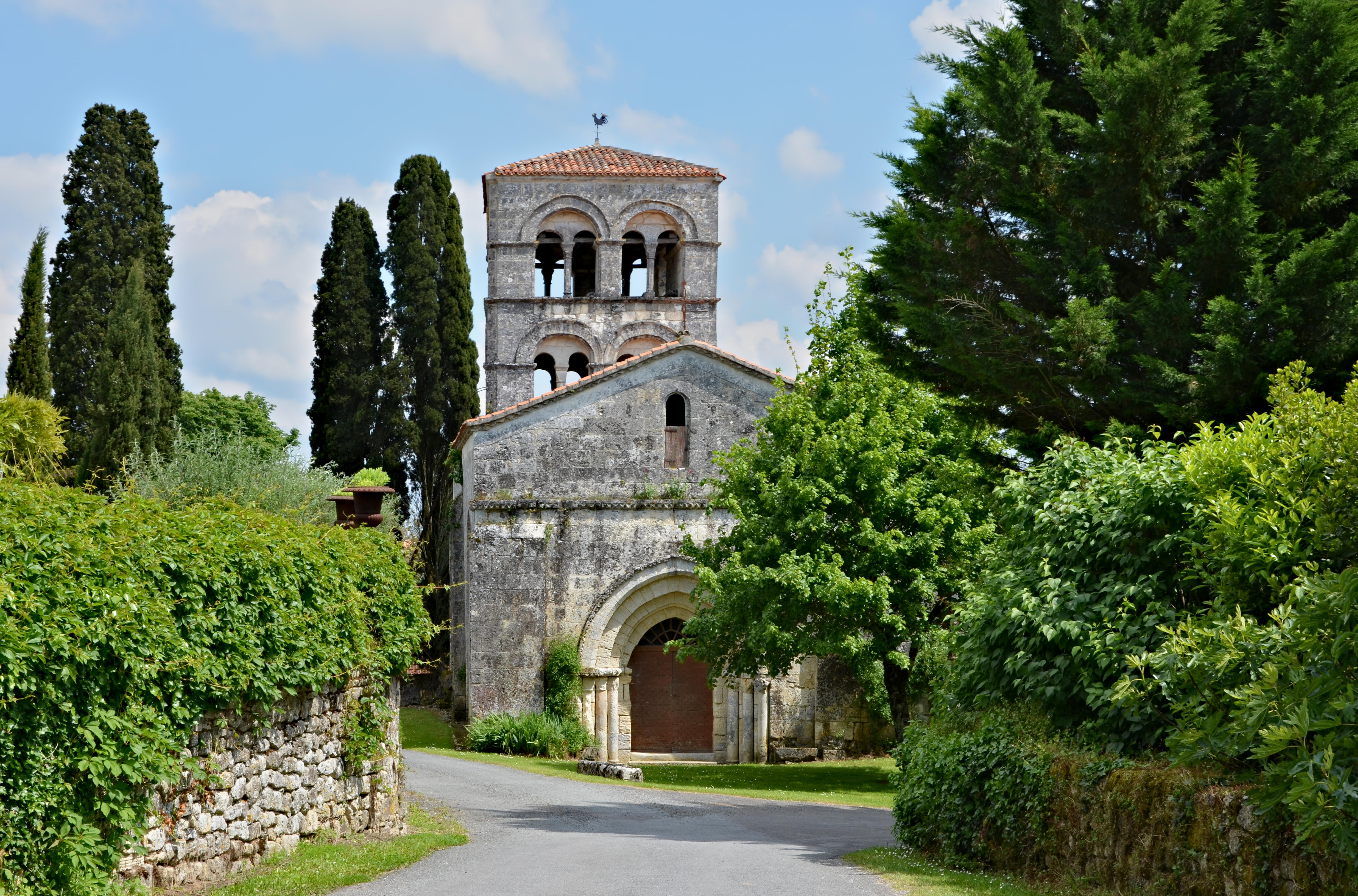
Édon – Église Saint-Pierre

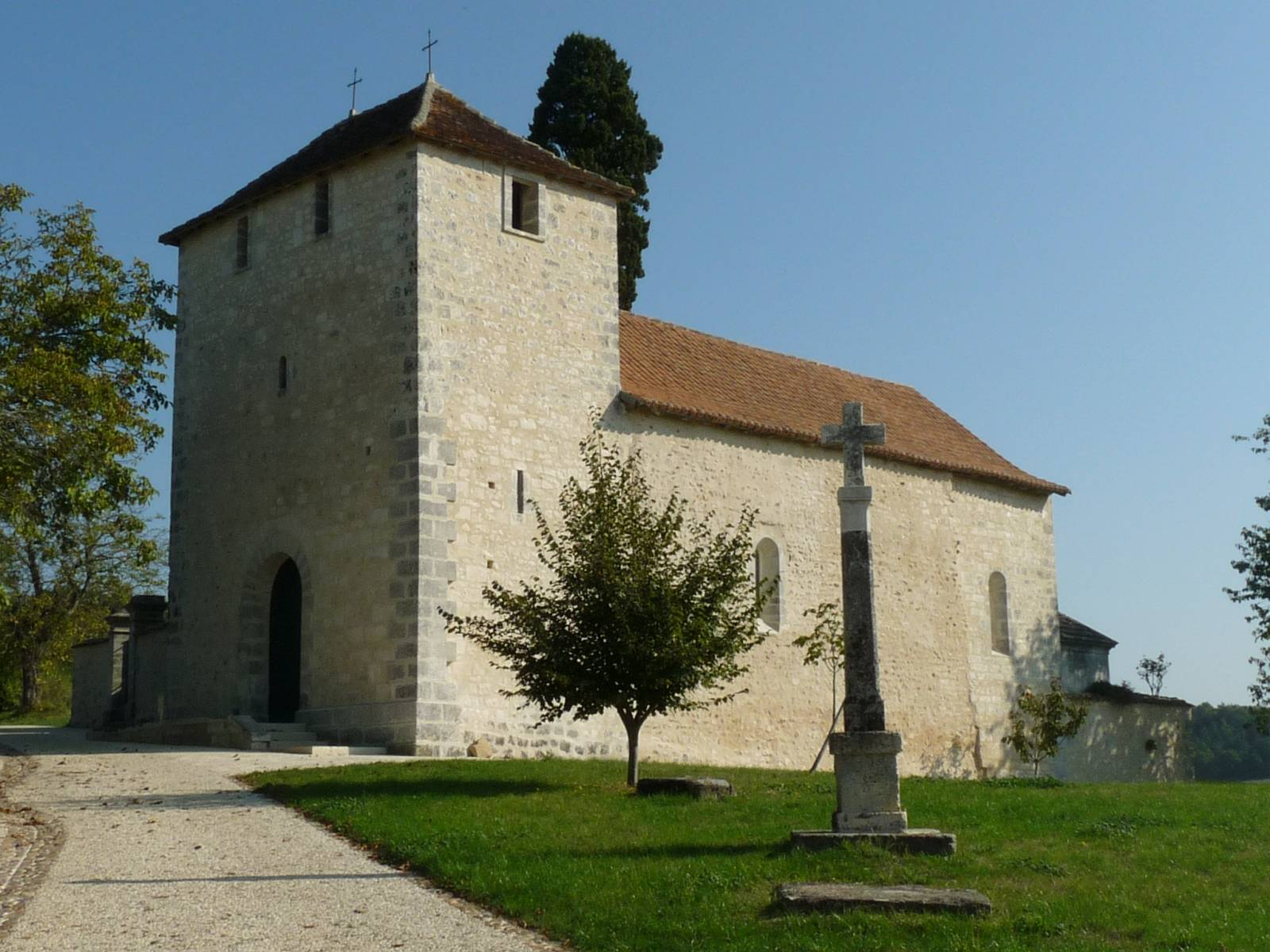
Villars – Église Saint-Cybard

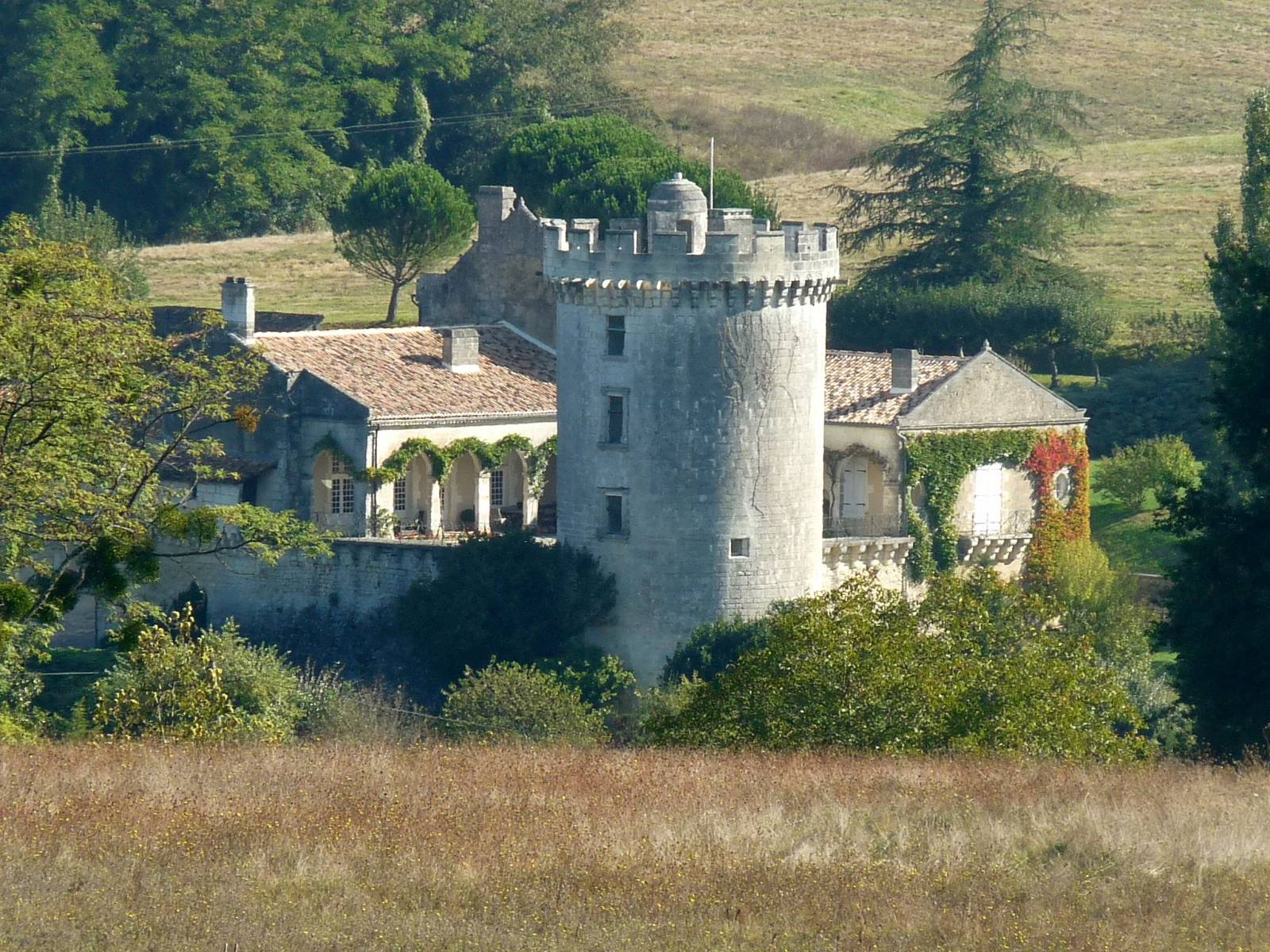
Rougnac – Château du Repaire

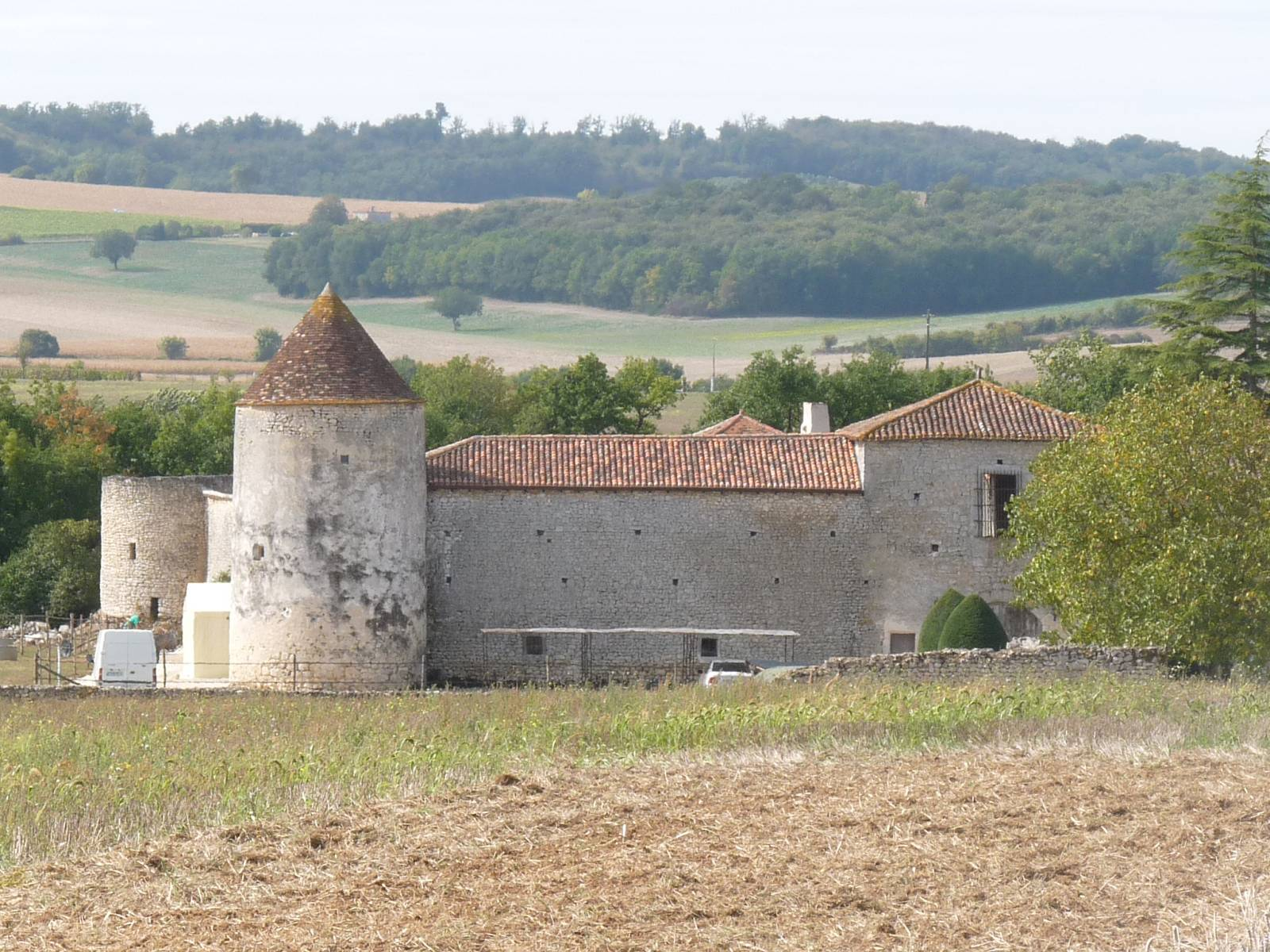
Chadurie – Logis de Puygâty

Die Communauté de communes d’Horte et Lavalette ist ein ehemaliger französischer Gemeindeverband mit der Rechtsform einer Communauté de communes im Département Charente in der Region Nouvelle-Aquitaine. Sie wurde am 28. Dezember 1993 gegründet und umfasste zuletzt 13 Gemeinden. Der Verwaltungssitz befand sich im Ort Villebois-Lavalette.

## Historische Entwicklung
Mit Wirkung vom 1. Januar 2017 fusionierte der Gemeindeverband mit der Communauté de communes Tude et Dronne und bildete so die Nachfolgeorganisation Communauté de communes Lavalette Tude Dronne.

## Ehemalige Mitgliedsgemeinden
1. Blanzaguet-Saint-Cybard
2. Boisné-La Tude (Commune nouvelle)
3. Chadurie
4. Combiers
5. Édon
6. Fouquebrune
7. Gardes-le-Pontaroux
8. Gurat
9. Magnac-Lavalette-Villars
10. Ronsenac
11. Rougnac
12. Vaux-Lavalette
13. Villebois-Lavalette

## Geographie

### Lage
Der Gemeindeverband befand sich etwa 20 bis 30 Kilometer (Luftlinie) südlich und südöstlich der Stadt Angoulême in der Kulturlandschaft des Angoumois im Gebiet der Charente im Grenzgebiet zum Périgord. Die Höhenlagen der angeschlossenen Gemeinden bewegten sich zwischen ca. 72 und ca. 227 Metern ü. d. M.

### Flüsse
Die wichtigsten Flüsse waren die Tude und die Lizonne, an deren Ufern früher Getreide-, Öl- und Papiermühlen betrieben wurden. Beide Flüsse entwässern in Richtung Süden über die Dronne und die Dordogne in die Gironde.

### Böden
Unterhalb der Humusschicht finden sich meterdicke Kalksteinablagerungen, die darauf verweisen, dass die Charente lange Zeit den Boden eines vorzeitlichen Meeres bildete.

### Klima
Das gemäßigte Klima der Region ist deutlich vom Atlantik beeinflusst; übermäßige Hitze im Sommer sowie Nachtfröste im Winter sind sehr selten.

## Bevölkerungsentwicklung
| Jahr      | 1999  | 2012  |
| Einwohner | 4.990 | 5.227 |

Der Großraum von Angoulême zieht aufgrund seiner positiven wirtschaftlichen Entwicklung schon seit Jahrzehnten Zuwanderer an.

## Wirtschaft
In früheren Zeiten lebte die Bevölkerung im Wesentlichen nach dem Prinzip der Selbstversorgung; die als religiös-kulturelles sowie als handwerkliches und merkantiles Zentrum fungierende Stadt Angoulême war zu weit abgelegen um Agrarprodukte abzunehmen. Bereits im Mittelalter siedelten sich an den Ufern der Flüsse und Bäche Öl- und Getreidemühlen an, die seit dem ausgehenden Mittelalter durch Papiermühlen ergänzt, teilweise auch ersetzt wurden. Die Böden der Gemeinden gehören zu den Bons Bois des Weinbaugebietes Cognac, doch infolge der Absatzkrise bei Wein und Weinprodukten wird im Gemeindeverband nur noch wenig Weinbau betrieben.

## Sehenswürdigkeiten
Die von Menschen in vorgeschichtlicher Zeit aufgesuchte Felsgrotte von La Quina auf dem Gebiet der Gemeinde Gardes-le-Pontaroux ist das regional bedeutendste Zeugnis aus der Altsteinzeit. Entlang der Charente und ihres Einzugsgebietes finden sich darüber hinaus einige Megalithgräber (dolmen), die jedoch aufgrund der verwendeten Kalksteinplatten meist nur noch schlecht erhalten sind; das am besten erhaltene Grab ist der Dolmen de Chez Vinaigre bei Ronsenac. Nahezu jede Gemeinde hat eine eher kleine – meist gut erhaltene und oft als Monument historique anerkannte – romanische Kirche. Die Kirchen von Édon, Chadurie, Vaux-Lavalette u. a. beeindrucken durch ihre ländliches Ambiente sowie durch ihre architektonische und ornamentale Vielfalt; die Felsenkirche von Gurat ist eher als Kuriosum zu werten. Mehrere kleinere – meist in Privatbesitz befindliche – spätmittelalterliche Burgen und Landsitze (châteaux, manoirs oder logis) bereichern das kulturelle Angebot; das Logis de Puygâty bei Chadurie ist zu einem Bed & Breakfast-Hotel umgebaut worden.